# 斯塔爾切沃
斯塔爾切沃是塞爾維亞的城鎮，由南巴納特州負責管轄，位於該國北部，距離首府潘切沃9公里，面積71平方公里，海拔高度77米，2008年人口8,048人。

## 外部連結
- Starčevo - 官方网站 （页面存档备份，存于）
- Starčevo - 卫星地图 （页面存档备份，存于）